# Radio y Televisión de Hidalgo
Radio y Televisión de Hidalgo es el organismo público y estatal de Radio y Televisión del Estado de Hidalgo. Depende de la Secretaría de Gobierno del estado de Hidalgo, órgano encargado, al igual que la Secretaría de Gobernación federal, de vigilar la política interna del gobierno del estado. Está integrado por una cadena de televisión y una cadena de radio. Produce y transmite programas de contenido educativo, cultural y social en español.

## Historia
En la década de los 80, en Hidalgo venían cambios de infraestructura. En 1981, se crea el canal que ya era conocido como "Canal 3 Pachuca" y posteriormente, sale al aire la estación de radio en el 98.1 de FM. Actualmente, tras la creación de este organismo, ambos medios de comunicación son cadenas que cubren al estado de Hidalgo en su totalidad, bajo los formatos de "Hidalgo Radio" e "Hidalgo TV". En la actualidad, bajo la identificación del #CanalDelPueblo, la barra programática se renueva para ofrecer contenidos educativos, culturales, deportivos y de entretenimiento para las y los hidalguenses. 

## Hidalgo Radio
Hidalgo Radio transmite música cultural, noticias y a veces transmite música variada de lo actual. Está integrada por 4 estaciones de Frecuencia Modulada y 5 estaciones de Amplitud Modulada. Algunas estaciones cuentan con programación y formatos propios. Después de 40 años de historia de radio en Hidalgo, en el año 2022 se pierden las 11 concesiones de radio por parte de la administración de Omar Fayad Meneses. Para el año 2023, durante la administración de Julio Menchaca Salazar, se comienza con la recuperación de la radio para las y los hidalguenses, con la recuperación de El Vocero Huasteco y La Huasteca FM en Huejutla de Reyes, Hidalgo, La Voz de la Sierra en Jacala de Ledesma.  

### Cobertura
Amplitud Modulada
| Frecuencia kHz | Estación           | Nombre          | Ubicación del transmisor | Potencia kW |
| 1010           | XEHGO-AM/XECPHH-AM | Vocero Huasteco | Huejutla de Reyes        | 1d          |

Frecuencia Modulada
| Frecuencia MHz | Estación           | Nombre                    | Ubicación del transmisor | Potencia kW |
| 92.7           | XHCPDD-FM          | La Huasteca               | Huejutla de Reyes        | 3           |
| 94.1           | XHIND-FM/XHCPDZ-FM | La Voz de La Sierra Alta  | Tlancinol                | 3           |
| 91.1           | XHAWL-FM/XHCPDY-FM | La Voz de La Sierra Gorda | Jacala                   | 3           |

Fuera del Aire
| Frecuencia MHz | Estación | Nombre                                 | Ubicación del transmisor | Potencia kW |
| 91.7           | XHACT-FM | Radio Actopan                          | Actopan                  | 3           |
| 103.7          | XHHUI-FM | Radio Huichapan                        | Huichapan                | 3           |
| 94.9           | XHZG-FM  | Radio Mezquital (Combo Por La 96.5 FM) | Ixmiquilpan              | 6           |
| 96.5           | XHD-FM   | Radio Mezquital                        | Ixmiquilpan              | 5           |
| 98.1           | XHBCD-FM | Bella Airosa Radio                     | Pachuca de Soto          | 3           |
| 106.9          | XHAPU-FM | Altiplania Radio                       | Tepeapulco               | 0.25        |

## Hidalgo TV
Hidalgo TV es una cadena de televisión que su programación se basa en programas culturales y noticiosos. Ya que la cabecera de la cadena de televisión se encuentra en Pachuca, se puede considerar como "Hidalgo Televisión".

### Cobertura
| Señal     | Canal Físico | Canal Virtual | Ciudad            | Potencia |
| XHHUH-TDT | 27           | 12.1          | Huejutla de Reyes | 3.06 kW  |
| XHIXM-TDT | 22           | 12.1          | Ixmiquilpan       | 2.04 kW  |
| XHPAH-TDT | 21           | 12.1          | Pachuca           | 9.32 kW  |
| XHTOH-TDT | 23           | 12.1          | Tepeapulco        | 1.03 kW  |
| XHTHI-TDT | 14           | 12.1          | Tula de Allende   | 1.08 kW  |
| XHTUH-TDT | 22           | 12.1          | Tulancingo        | 1.5 kW   |

Fuera del Aire

Estas 5 señales no pasaron a Televisión Digital Terrestre (TDT).
| Señal    | Canal | Ciudad           | Potencia |
| XHAMH-TV | 6     | Atotonilco       | 1 kW     |
| XHMOH-TV | 7     | Molango          | 1 kW     |
| XHPFH-TV | 6     | Pisaflores       | 1 kW     |
| XHTDA-TV | 10    | Tenango de Doria | 1 kW     |
| XHZAH-TV | 5     | Zacualtipan      | 1 kW     |